# Kayla DiCello
Kayla DiCello –también escrito como Kayla Di Cello– (25 de enero de 2004) es una deportista estadounidense que compite en gimnasia artística.
Ganó una medalla de bronce en el Campeonato Mundial de Gimnasia Artística de 2021, en el concurso individual. En los Juegos Panamericanos de 2023 obtuvo tres medallas, oro en las pruebas individual y por equipo y plata en suelo.

## Palmarés internacional
| Campeonato Mundial   | Campeonato Mundial | Campeonato Mundial | Campeonato Mundial   |
| Año                  | Lugar              | Medalla            | Prueba               |
| -------------------- | ------------------ | ------------------ | -------------------- |
| 2021                 | Kitakyushu (Japón) | Medalla de bronce  | Concurso individual  |
| Juegos Panamericanos |                    |                    |                      |
| Año                  | Lugar              | Medalla            | Prueba               |
| 2023                 | Santiago (Chile)   | Medalla de oro     | Concurso individual  |
| 2023                 | Santiago (Chile)   | Medalla de oro     | Concurso por equipos |
| 2023                 | Santiago (Chile)   | Medalla de plata   | Suelo                |